# Thomas Bristow
Thomas Richard Martin Bristow (15 de noviembre de 1913-31 de julio de 2007) fue un deportista británico que compitió en remo. Participó en los Juegos Olímpicos de Berlín 1936, obteniendo una medalla de plata en la prueba de cuatro sin timonel.

## Palmarés internacional
| Juegos Olímpicos | Juegos Olímpicos  | Juegos Olímpicos | Juegos Olímpicos   |
| Año              | Lugar             | Medalla          | Prueba             |
| ---------------- | ----------------- | ---------------- | ------------------ |
| 1936             | Berlín (Alemania) | Medalla de plata | Cuatro sin timonel |